# Opavia
Opavia-LU, s.r.o. — чешский производитель кондитерских изделий со штаб-квартирой в Праге и главным заводом в Опаве. С 2007 года принадлежит компании Mondelēz International (ранее Kraft Foods). Самые известные на международном уровне продукты — облатки.

## История
Компания Opavia была основана Теодором Фиедором в 1840 году под названием Theodor Fiedor spol. s. r. o. Вместе со своей женой Амалией он запекал вафли в вафельницах на огне, а затем продавал их. Только в 1880 году сын Теодор начал промышленное производство. С этого времени пекари запекали вафли в печах. Преждевременная смерть Теодора Фиедора из-за почечной недостаточности поставила под угрозу семейную собственность, однако его жена Мария продолжила управлять компанией и увеличила производственные мощности.
Через два года после Второй мировой войны (в 1947 году) было создано государственное предприятие Čokoládovny N. p., которое в 1991 году было преобразовано в акционерное общество Čokoládovny, a.s.
В 1992 году правительство Чехии одобрило приватизацию компании. За это время совместное предприятие Copart, Danone и Nestlé получило 43% акций. Постепенно компания Copart стала основным акционером. Таким образом, компания Opavia передала компании Copart 90% акций.
В начале 1999 года компания Opavia снова добилась экономического успеха и, таким образом, избежала рецессии.
В июле 2007 года компания Danone объявила о продаже компании Opavia компании Kraft Foods. В ноябре того же года компания сообщила, что сделка прошла успешно.

## Локации
Кроме основного офиса в Опаве, у компании Opavia есть ещё два офиса в Чехии.
- Opavia (Опава)
- Deli (Ловосице)
- Kolonáda (Марианске-Лазне)

## Продукция
Opavia включает в себя множество брендов. Производится только сухая выпечка. Среди самых традиционных продуктов — Kolonáda (вафли) и Tatranky (вафли с шоколадной начинкой).
- Disko (печенье-сэндвич)[12]
- Diskito (печенье с начинкой)
- Dukla (вафли с шоколадной начинкой)
- Fidorka (вафли в шоколадной глазури)
- Florenta (вафли)
- BeBe (печенье)
- Brumik (бисквиты для детей от 3 лет)
- Zlaté (вафли с шоколадной начинкой)
- Horalky (вафли с шоколадным слоем)
- Miňonky (вафли в шоколадной глазури)
- Piškoty (печенье)
- PiM's (печенье с джемом и шоколадной глазурью)
- Telka (крекеры)
- Vlnky (вафли с волнообразным рисунком и начинкой)